# Michaelskapelle (Kiedrich)

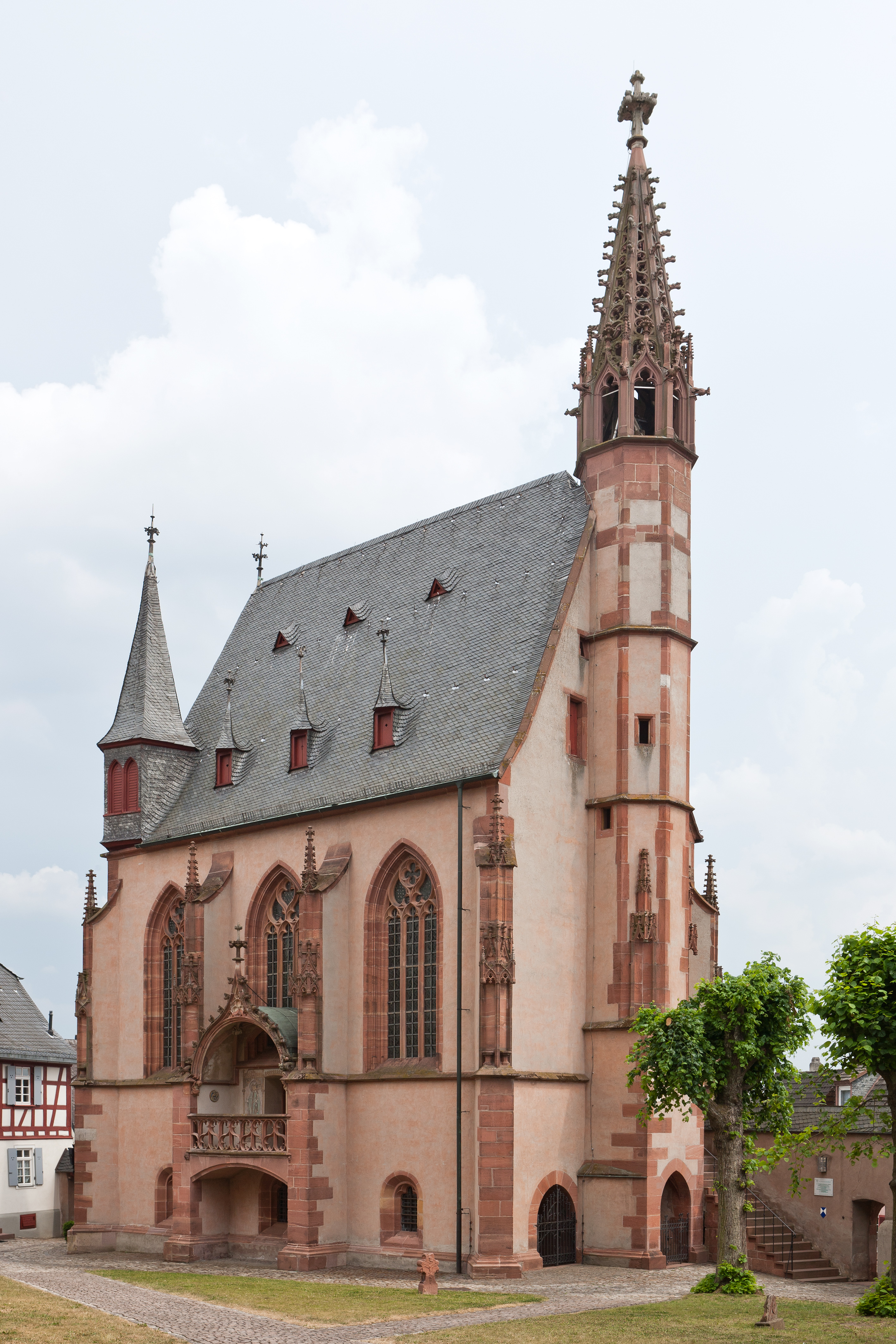
Die Michaelskapelle von Nordwesten, Juni 2011

Die Michaelskapelle ist ein denkmalgeschütztes aus der ersten Hälfte des 15. Jahrhunderts stammendes, gotisches Kirchengebäude im hessischen Kiedrich im Rheingau. Es befindet sich auf dem Kirchenbezirk der katholischen Pfarrkirche St. Valentinus und Dionysius und gilt als das „architektonisch reichste und künstlerisch edelste Beispiel dieser Baugattung im heutigen Bundesland Hessen“ (Dehio).

## Geschichte
Der Bau begann nach 1434, die Ausführung wird dem Mainzer Domwerkmeister Peter Eseler und seinem Sohn Nikolaus Eseler dem Älteren zugeschrieben. Sie standen ihrerseits wohl dem Frankfurter Stadt- und Dombaumeister Madern Gerthener und seiner Schule nahe, verarbeiteten aber auch selbstständige Einflüsse aus Franken, wo Nikolaus Eseler zuvor tätig war.
Nach zehnjähriger Bauzeit war der Bau 1444 fertiggestellt und wurde 1445 geweiht. Das Erdgeschoss diente als Karner, das Obergeschoss mit Außenkanzel wohl als Heiltumskapelle zur Präsentation der Reliquien des Heiligen Valentin. Zerstörungen in der Reformationszeit und den nachfolgenden Kriegen blieben wie auch an der Pfarrkirche und dem Ort Kiedrich weitgehend aus. Restaurierungen wurden 1845–47, 1851–58, 1910/11, 1974/75 sowie 2017 bis 2022 vorgenommen.

## Architektur

### Äußeres

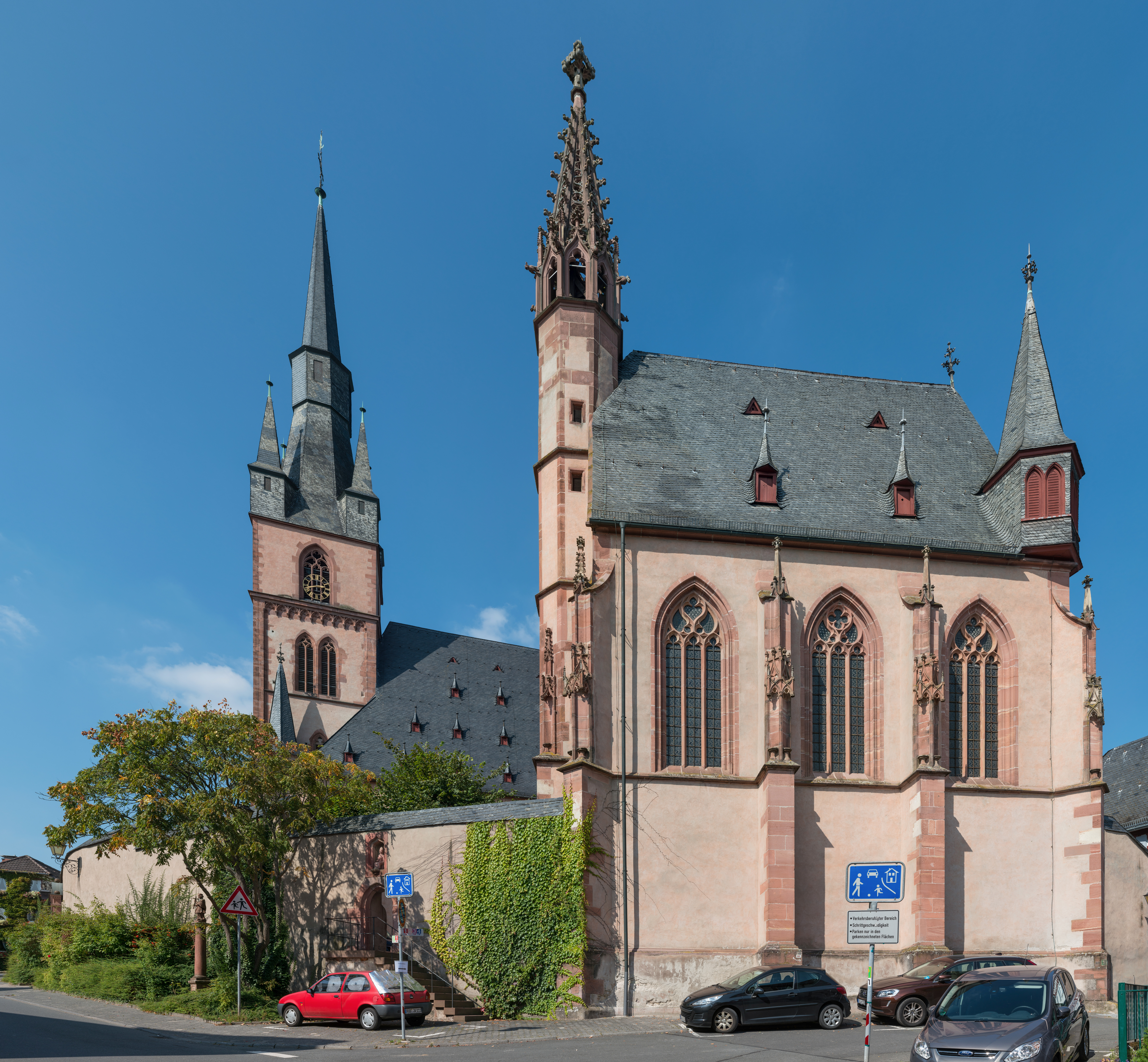
Südansicht mit St. Valentinus im Hintergrund, September 2014

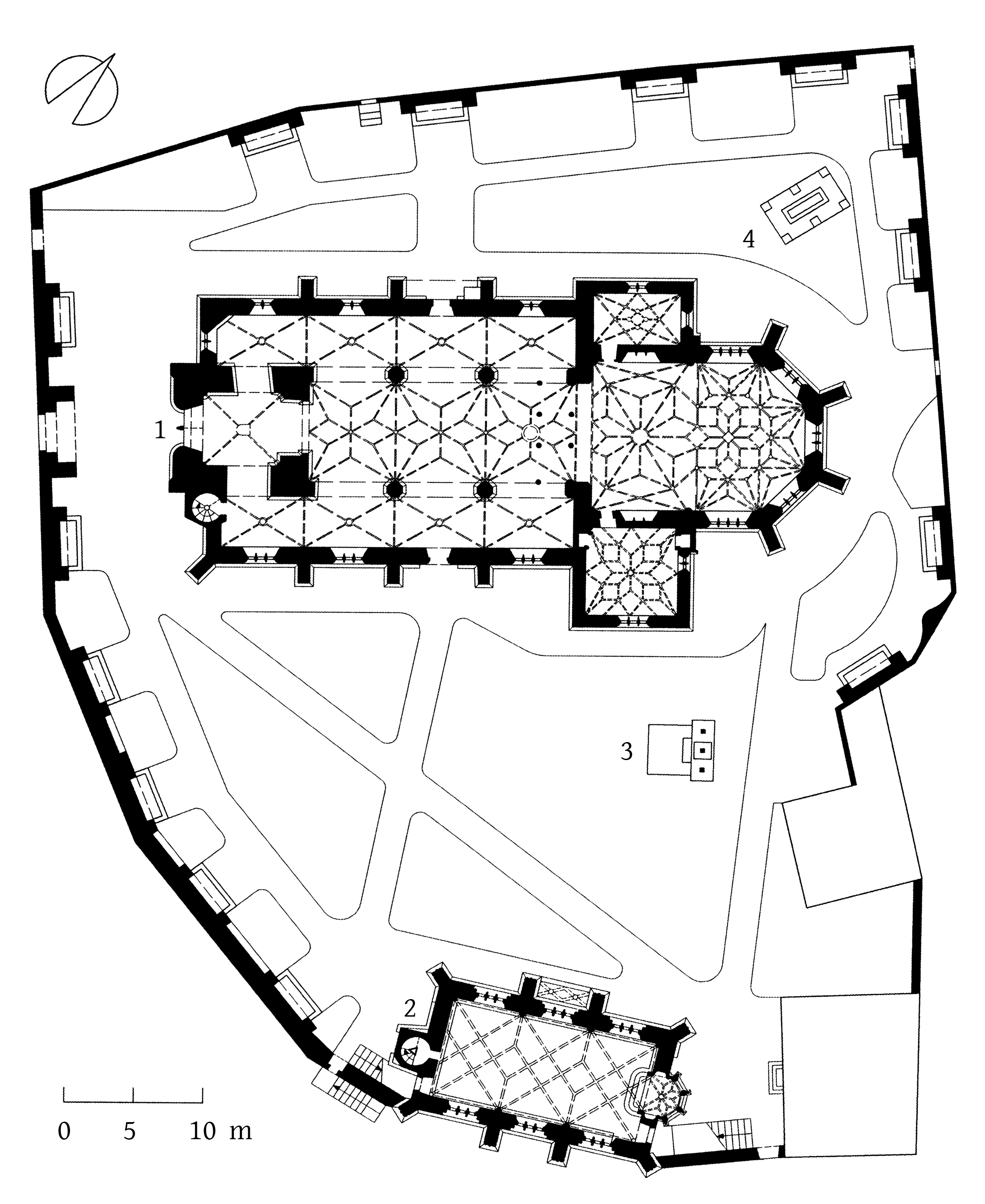
Lage auf dem Kirchbezirk und Grundriss

Das Gebäude ist ein zweigeschossiger Rechteckbau von drei Jochen, der von einem steilen, schiefergedeckten Satteldach mit ebenfalls zwei Stockwerken abgeschlossen wird. Im Süden ist er direkt an die Mauer des Kirchenbezirkes angebaut. Erdgeschoss und erstes Obergeschoss trennt ein umlaufendes Kaffgesims. Baumaterial ist geputzter Bruchstein, die Architekturteile sowie die zumeist sichtig belassene Eckquaderung sind in roten Mainsandstein ausgeführt. Dem Zugang zum Karner dienen nur mit Gittern verschließbare Spitzbogenportale der nördlichen Ost- und Westseite, zu den Obergeschossen über einfache Treppen gleichartige, jedoch mit Türblättern ausgestattete Portale an der südlichen Ost- und Westseite.
Die Nordfassade ist als Schauseite gestaltet: Sie zeigt im Obergeschoss drei dreiteilige Spitzbogenfenster mit Fischblasenmaßwerk über einfachen, vergitterten Rundbogenfenstern des Erdgeschosses; die horizontale Gliederung erfolgt durch an den Ecken und zwischen die Fenster eingestellte Strebepfeiler, die ihrerseits reich mit Baldachinnischen und Fialen geschmückt sind. Zwischen den beiden mittleren Strebepfeilern befindet sich unterhalb des Fensters eine Außenkanzel mit Maßwerkbrüstung. Die Verdachung erfolgt mittels eines Tonnengewölbes mit unterlegten Kreuzrippen; den vorderen Abschluss bildet ein zur Stirnseite mit Krabben und Vierpass verzierter Kielbogen, der auf als Engelsfiguren ausgebildeten Konsolen ruht.
Dem Dach sind an der Nordost- und Südostecke zwei sechseckige Türmchen mit gekuppelten Spitzbogenfenstern und Spitzhelm angefügt. Die dazwischen liegende Ostwand ist auf Höhe des ersten Geschosses mit einer an Nürnberger Chörlein erinnernden Erkerarchitektur geschmückt. Der Grundriss des äußerlich sichtbaren Teils wird von 5/8 beschrieben, wovon 3/8 mit Maßwerkbrüstung, Fenstern mit Fischblasenmaßwerk, eingestellten Fialen sowie reichen, bekrönenden Wimpergen architektonisch ausgebildet sind. Das Ganze baut auf einer krabbenverzierten, polygonalen Konsole auf, wobei der Baumeister augenscheinlich ihm bereits bekannte Renaissanceformen in die der Gotik übersetzte.
An der westlichen Giebelwand ist dem Gebäude ein schmaler Treppenturm angefügt, dessen quadratischer Grundriss auf Höhe des ersten Geschosses in das Achteck übergeht. Das mittels Spitzbogen nach Westen offene Turmerdgeschoss besitzt ein Kreuzgewölbe mit hängendem Schlussstein. Den Abschluss des Turms bildet eine durchbrochene Laterne in reichster Formensprache der Bauzeit: Der untere Aufbau zeigt einfache Spitzbogenfenster mit Nonnenkopf, dazwischen viereckige Säulen, auf denen an Wasserspeier erinnernde, jedoch funktionslose Tierfiguren kauern; die Fenster bekrönen Kreuzblumen, die Säulen Fialen, den dahinter befindlichen Spitzhelm mit Kreuzblume Krabben, dessen Füllungen von Dreipässen und Fischblasenmaßwerk gebildet sind.

### Inneres

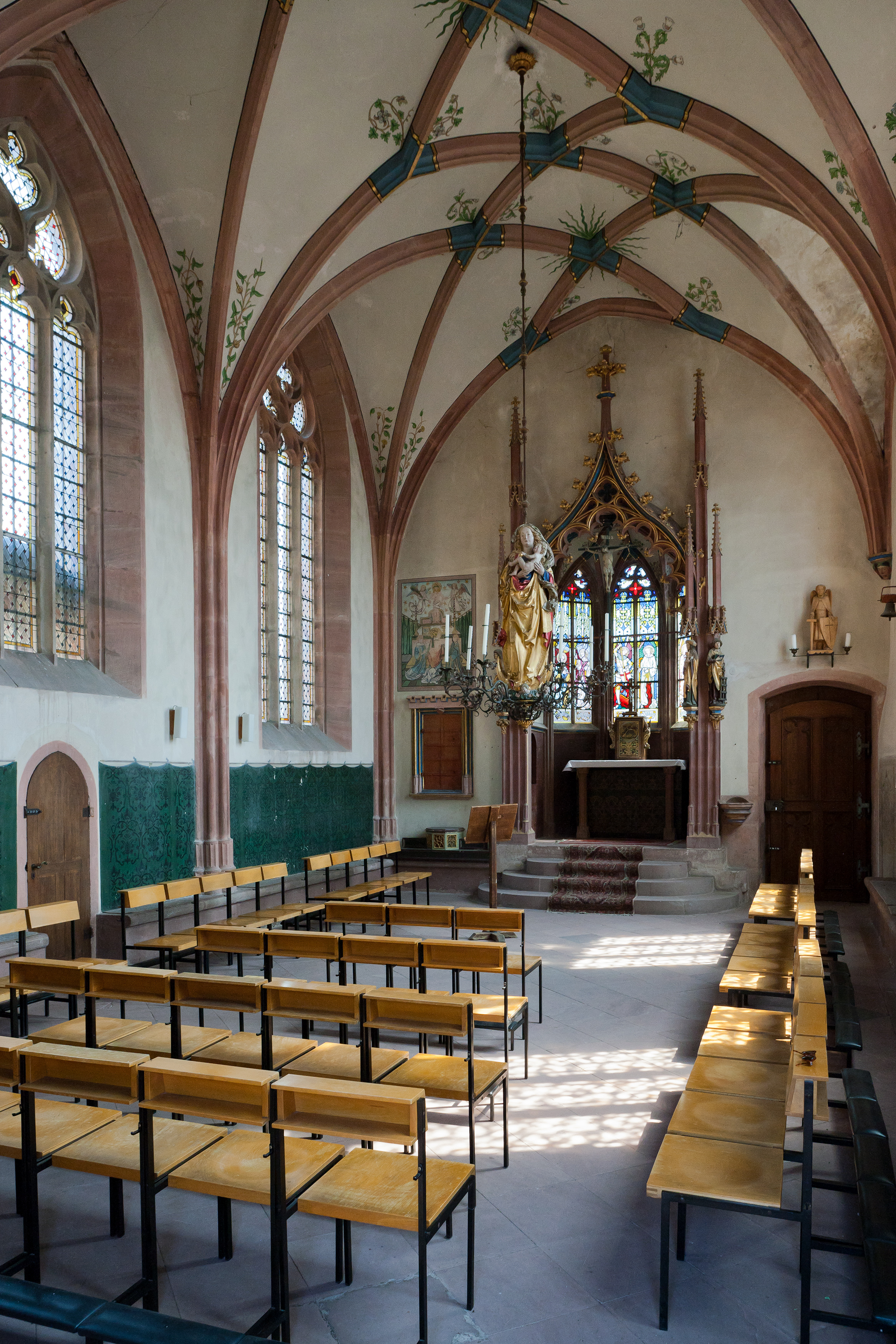
Innenraum der Kapelle von Südwesten, Juni 2011

Der Karner wird von einem zweischiffigen Tonnengewölbe überspannt, die Kapelle im Obergeschoss von einem einschiffigen Netzgewölbe mit drei Querjochen. Letzteres ruht auf kapitelllosen, gebündelten Wanddiensten. Die Scheitelpunkte der Rippen sind mit Blau und Gold gefasst, aus ihnen entspringt überwiegend florale Malerei in den Gewölbezellen. Diese thematisiert Heilkräuter nach dem Vorbild mittelalterlicher Herbarien.
Aus der gesamten Wandfläche der Kapelle ist eine umlaufende, nur an den Türöffnungen sowie der Ostseite ausgesparte steinerne Sitzbank vorgezogen. Türöffnungen neben den bereits in der Außenarchitektur beschriebenen Eingängen befinden sich in der Nordwand, mit Spitzbogen, zur Außenkanzel, sowie in der Westwand, mit Rundbogen, zum Treppenturm.

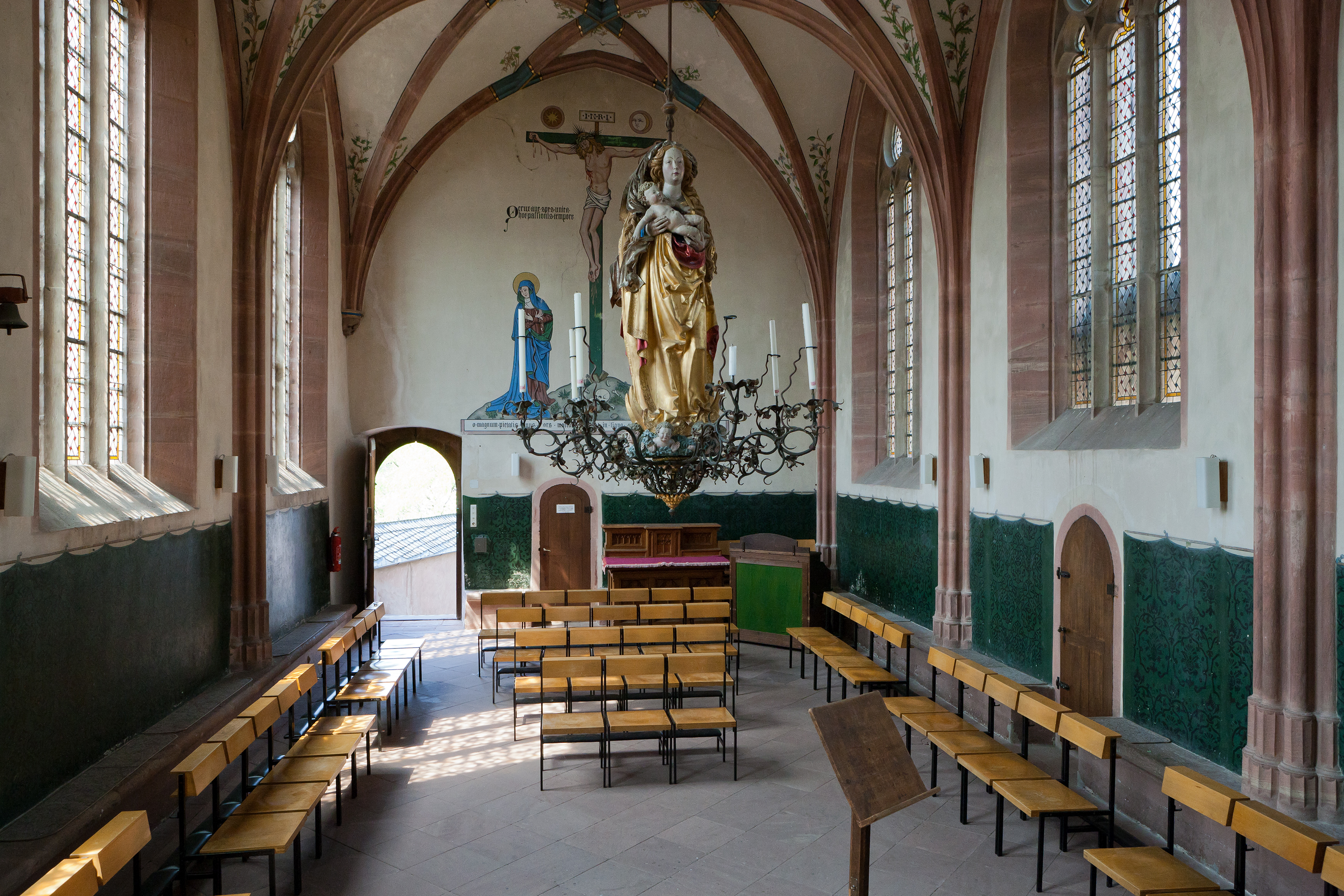
Innenraum der Kapelle von Osten, Juni 2011

Bis etwa zur Höhe der Türen zeigen die Wandflächen in Form illusionistischer Malerei einen umlaufenden, scheinbar an der oberen Kante an einer Stange befestigten Teppich. Des Weiteren ist an der Westwand eine stark restaurierte, gemalte Kreuzigungsgruppe zu sehen; an der nördlichen Ostwand die Seccomalerei einer Gregorsmesse. Darunter befindet sich ein bauzeitlicher Wandschrank innerhalb eines Gewändes mit Überstabungen und Zinnenabschluss. Hervorzuheben ist auch das originale, schmiedeeiserne Türblatt.
Ähnlich einem Portal öffnet sich die Kapelle zum Chörlein in der Ostwand: Seitlich befinden sich dreiteilige und im Zentrum fast wandhohe Fialaufbauten mit je zwei Baldachinnischen mit Figurenschmuck, dazwischen spannt sich ein Kielbogen, der auf der Innenseite mit Maßwerk, auf der Außenseite mit Krabben und an der Spitze mit bekrönender Kreuzblume verziert ist. Zusätzlich sind einzelne Architekturglieder in starker, überwiegend von Blau und Gold geprägter Polychromie voneinander abgesetzt. Die Fassung ist wohl ebenso wie die Restaurierung der übrigen Malerei sowie der Figurenschmuck den Arbeiten von H. Steinlein im Jahre 1912 zuzuschreiben.

## Ausstattung
Im Karner befinden sich ein um 1500 entstandenes Grab Christi, ein kreuztragender Christus aus dem Ende des 16. Jahrhunderts, ein Ölbergchristus des 19. Jahrhunderts sowie zahlreiche noch mittelalterliche Grabplatten. In der Kapelle ist vor allem die lebensgroße, von sieben Engelsköpfen getragene doppelte Mondsichelmadonna hervorzuheben. Sie wurde wohl um 1520 von Peter Schro, einem Schüler Hans Backoffens, geschaffen. Der als Meisterwerk spätgotischer Schmiedekunst geltende siebenarmige Kronleuchter, der ihr als Aufsatz dient, entstand dagegen schon 1512; ausführender Künstler war C. Spengeler.
Die Buntverglasung der Kapelle mit Flechtbandornamentik wurde bei den Restaurierungen des 19. Jahrhunderts nach geringen aufgefundenen Resten der Originalverglasung neu ausgeführt. Die Glasfenster des Chörleins sind dagegen eine vollständige Neuschöpfung von J. B. C. de Bethune aus Gent, der in den 1870er Jahren auch für die Neuverglasung der Pfarrkirche sorgte.